# Dichaetomyia bistriata
Dichaetomyia bistriata este o specie de muște din genul Dichaetomyia, familia Muscidae, descrisă de Malloch în anul 1928. Conform Catalogue of Life specia Dichaetomyia bistriata nu are subspecii cunoscute.